# Fenix Trophy
De Fenix Trophy is een jaarlijkse Europese voetbalcompetitie tussen amateurclubs. Ze werd opgericht in 2021 door de Italiaanse voetbalclub Brera FC. De competitie is officieel erkend door UEFA. 
Het woord FENIX is een Acroniem en staat voor Friendly (vriendschappelijk) - European (Europees) - Non professional (niet professioneel) - Innovative (innovatief) - Xenial (Van het oude Griekse xènos duidt het woord op een houding van gastvrijheid tegenover vreemden, met behoud van wederzijds respect voor culturele verschillen).

## Seizoen 2021-2022
Het eerste tornooi werd gehouden tijdens het seizoen 2021-2022. 
Er werden twee poules gevormd met elk vier teams.
Nadien speelde de clubs volgens hun eindstand in de poules te Rimini, Italië tegen elkaar. 
Prague Raptors FC en FC United of Manchester winnaars van hun poule speelde op 11 juni 2022 in het Stadio Romeo Neri de finale, die gewonnen werd door Manchester met 0-2.
De volgende teams namen deel:
- HFC Falke (Hamburg)
- AS Lodigiani Calcio 1972 (Rome)
- CD Cuenca-Mestallistes (Valencia)
- Prague Raptors FC (Praag)
- Brera FC (Milaan)
- FC United of Manchester (Manchester)
- AFC DWS (Amsterdam)
- AKS Zly (Warschau)

## Seizoen 2022-2023
Voor het seizoen 2022-2023 werden er drie poules gevormd van elk drie teams. De winnaars van de poules en de beste tweede namen deel aan de Final 4 in Milaan.
Het tweede seizoen namen de volgende teams deel:
- KSK Beveren (Beveren)
- FK Miljakovac (Belgrado)
- CD Cuenca-Mestallistes (Valencia)
- Prague Raptors FC (Praag)
- Brera FC (Milaan)
- FC United of Manchester (Manchester)
- AFC DWS (Amsterdam)
- Krakow Dragoons FC (Krakau)
- BK Skjold (Kopenhagen)

Op het einde van het seizoen speelde FC United of Manchester, BK Skjold, Prague Raptors FC (die allen hun poules wonnen) en Brera FC (dat als beste tweede in de poules ook geselecteerd was) de Final 4. Deze werden op 4 juni 2023 gespeeld in het Arena Civica, BK Skjold won met 3-2 van FC United of Manchester en Prague Raptors FC won met 1-0 van Brera FC. De finale werd op donderdag 5 juni 2023 gespeeld in het iconische San Siro waar BK Skjold met 3-0 te sterk was voor Prague Raptors FC.

## Seizoen 2023-2024
Voor het seizoen 2023-2024 schreven zich twaalf teams in, er werden vier poules van elk drie teams gevormd.
De volgende teams schreven zich in voor deelname:
- KSK Beveren (Beveren)
- BK Skjold (Kopenhagen)
- FC United of Manchester (Manchester)
- Prague Raptors FC (Praag)
- Krakow Dragoons FC (Krakau)
- Venus Boekarest (Boekarest)
- Vinsky FC (Parijs)
- Oslo City FC (Oslo)
- Gilla FC (Helsinki)
- Enfield Town FC (Londen)
- Lewes FC, (Lewes)
- Llantwit Major (Llantwit Major)

De final 4 van de eindronde werd gespeeld in het Italiaanse Desenzano del Garda nabij het Gardameer in het Stadio Tre Stelle.
Lewes FC, Prague Raptors FC, FC United of Manchester en Enfield Town FC hadden allen hun groep gewonnen en speelde onderling voor de titel.
In de halve finale verloor Lewes met 1-0 van United of Manchester, de andere halve finale eindigde op 0-0 en won Prague Raptors na strafschoppen (12-13) van Enfield Town. In de finale won United of Manchester met 4-0 van Prague Raptors, het was de 2de eindronde overwinning van United of Manchester.